# Dendropsophus garagoensis
Dendropsophus garagoensis és una espècie de granota que viu a Colòmbia.